# 清徳寺 (杉並区)
清徳寺（せいとくじ）は、東京都杉並区にある日蓮宗の寺院。

## 概要
1629年（寛永6年）、最上院日任によって開山された。開基は陽証院日乗である。
もともとは麻布北日ヶ久保町（現・東京都港区六本木）にあったが、1756年（宝暦6年）、1760年（宝暦10年）、1845年（弘化2年）と度々火災に遭った。特に弘化の火災の痛手は大きく、寺の復旧は遅々として進まなかった。そこで心機一転を図って1913年（大正2年）に現在地に移転した。
その後も1923年（大正12年）の関東大震災や1945年（昭和20年）の空襲で被害を蒙り、1965年（昭和40年）以降、復旧整備を進めている。
創建当初は、朱塗りの山門があったことから「赤門寺」と呼ばれていた。

## 交通アクセス
- 地下鉄丸ノ内線新高円寺駅より徒歩5分。
- 高円寺駅・中野駅よりバス（関東バス・京王バス）「大法寺前」下車